# Yoav Ra'anan
Yoav Ra'anan ( hébreu : יואב רענן ; né le 15 janvier 1928 au Caire et mort le 9 novembre 2022) est un plongeur israélien.

## Carrière
Ra'anan est champion d'Égypte junior de plongeon en 1941 puis vice-champion d'Égypte en 1946.
Il concourt pour Israël aux Jeux olympiques d'été de 1952, à l'âge de 24 ans, à Helsinki, se classant 9e au tremplin masculin et 24e à la plateforme masculine, ; il s'agissait de la première apparition d'Israël aux Jeux olympiques. Il remporte une médaille d'or en plongeon de haut vol aux Maccabiades de 1953.
Ra'anan représente Israël aux Jeux asiatiques de 1954 à Manille, aux Philippines, en plongeon, remportant la médaille d'or au tremplin de 3 m et la médaille d'argent à la plate-forme de 10 m. Il concourt de nouveau pour Israël aux Jeux olympiques d'été de 1956, à l'âge de 28 ans, à Melbourne, où il est le porte-drapeau de la délégation lors de la cérémonie d'ouverture, se classant 22e au tremplin masculin. Ra'anan était l'un des trois seuls concurrents représentant Israël à ces Jeux, car ils se déroulaient quelques semaines après la guerre du Sinaï,